# 功臣號坦克

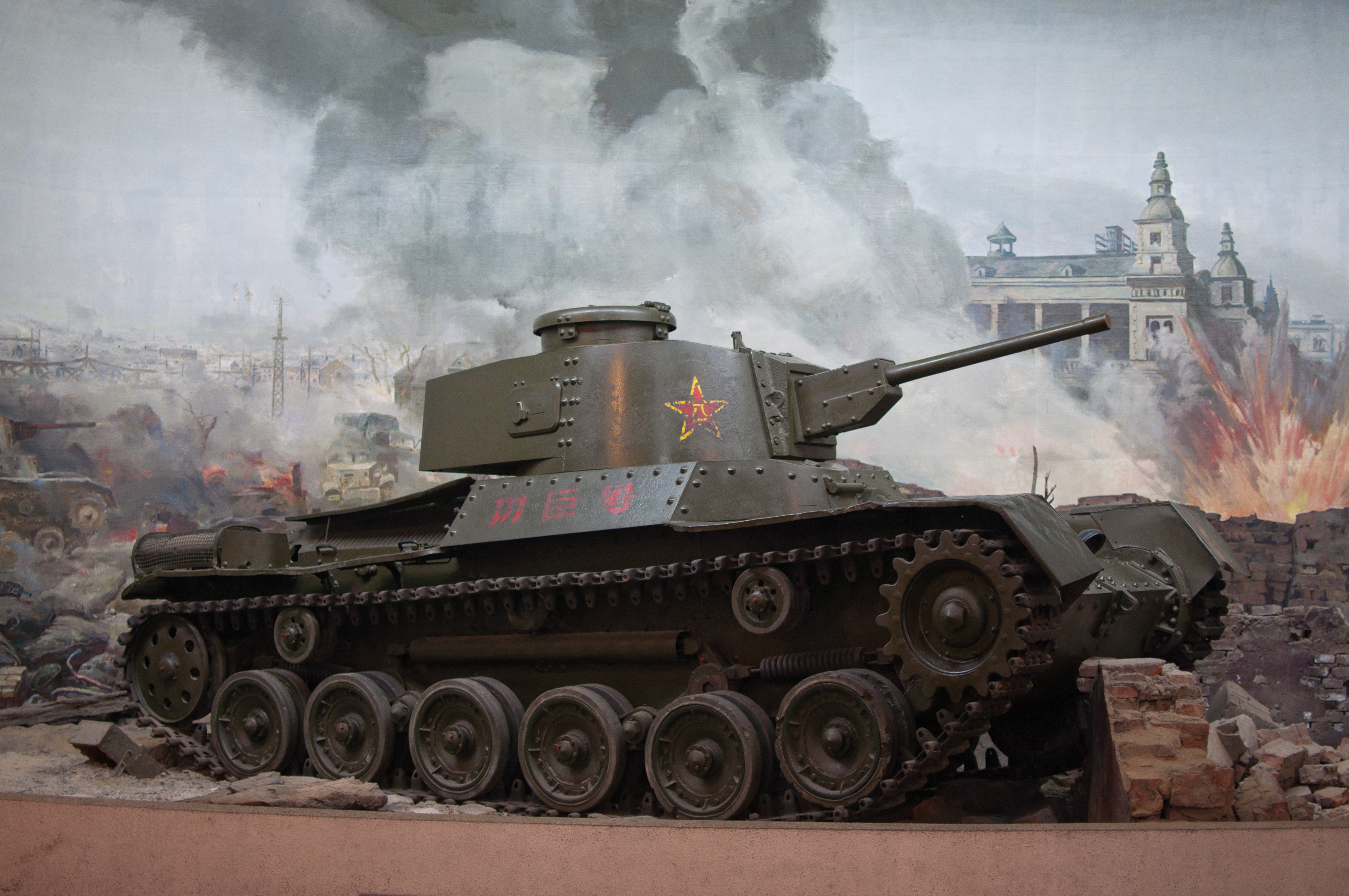
現藏於北京軍事博物館的功臣號坦克

功臣號坦克是一輛日本製九七式改坦克，是中國人民解放軍的第一輛坦克。

## 歷史

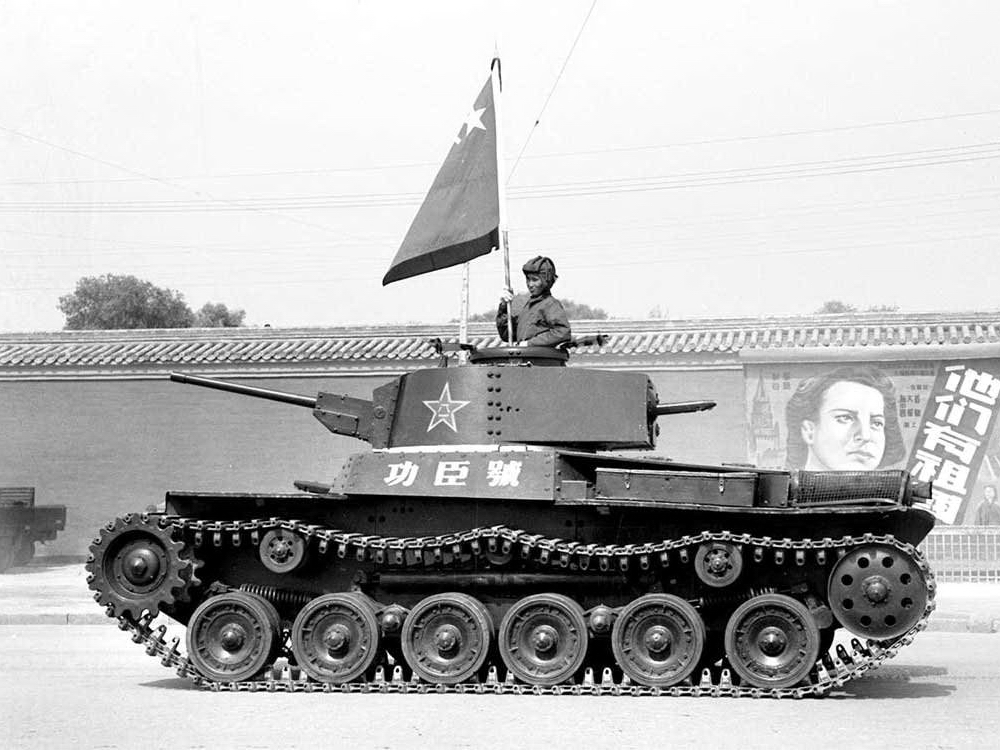
早期的功臣號

抗日戰爭勝利後不久的1945年10月，解放軍在中國東北瀋陽的日軍兵工廠找到兩輛九七式改坦克，九七式改的炮塔重新設計並改以一式炮作為主要武裝，此兩輛九七式改被稱為101號和102號，當時還帶走了一批日本技術人員，但後來他們叛變而且破壞了101號，只有102號安全進入解放軍控制區，同年12月1日，解放軍第一支坦克隊“東北特縱坦克大隊”在瀋陽馬家灣子成立，全隊共有30人但只有一輛坦克，就是102號。
1946年國共內戰爆發，當時解放軍的坦克部隊已進展成為“東北戰車團”，當中的主力就是20余辆日製九七式改，1948年錦州戰役期間，102號坦克一馬當先衝破國軍防線為解放軍步兵開路，故在戰役勝利後駕駛員董來扶和機槍手吳佩龍被記“一等功”，102號坦克也被稱為“功臣號坦克”。
之後功臣號參加了瀋陽戰役和天津戰役，1949年2月3日，功臣號坦克開入北平（北京），同年10月1日，功臣號坦克作為開國大典坦克第一方隊的領隊駛過天安門廣場。
隨著中國出兵介入朝鮮戰爭而接收蘇聯製坦克，日本製坦克退居二線作為訓練坦克，1959年功臣號退役並進入中國人民革命軍事博物館。

## 和原版九七式改的差別
功臣號雖然是一輛日本九七式改坦克，但交給中國人後還是有了變化，它車身前的擋泥板進一步延伸至驅動輪，車身後方的發動機側裝甲被拆走。

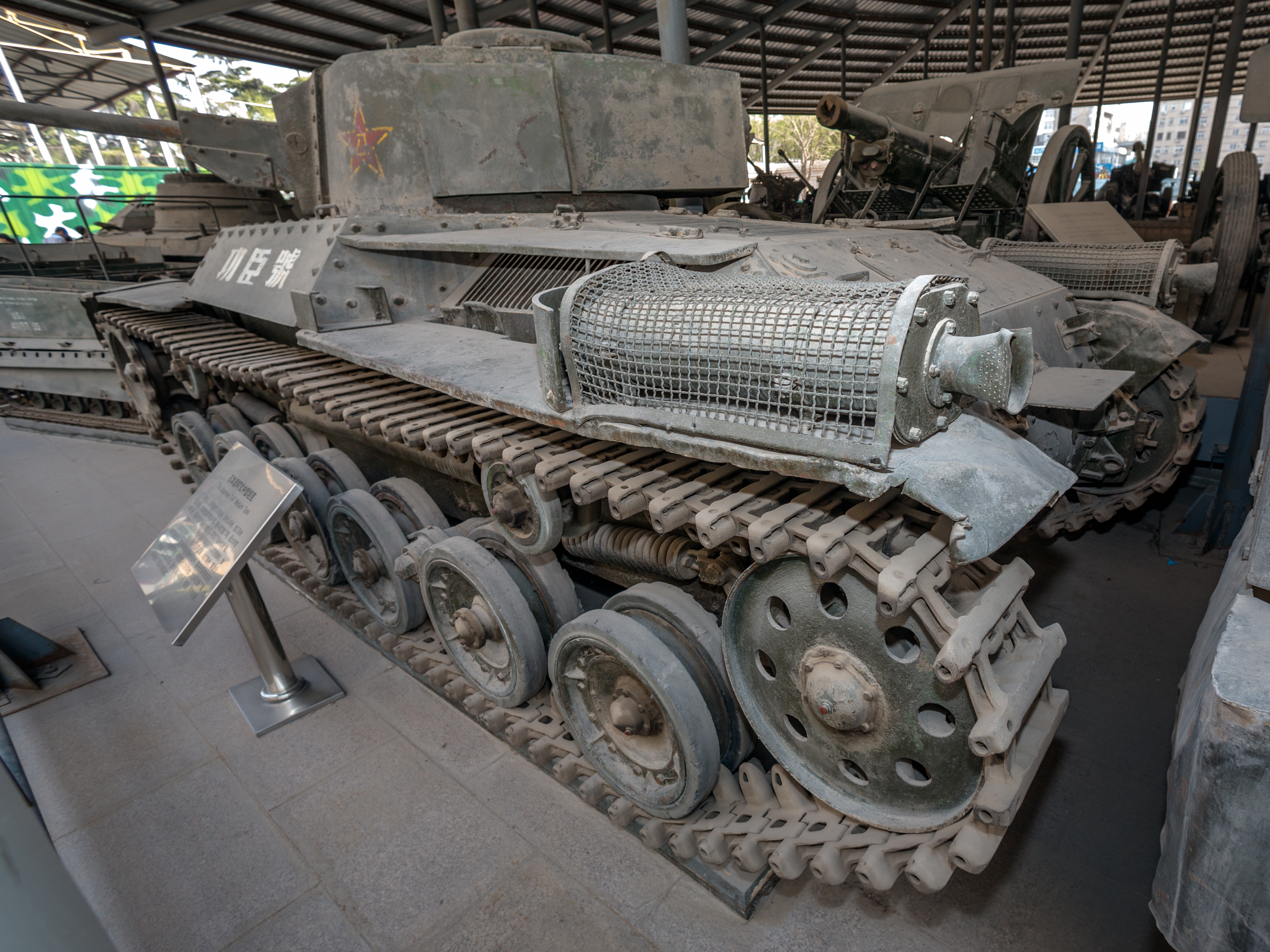
攝於2016年，現存於中国人民革命军事博物馆的“功臣号”坦克正品，可以看見車身後方的發動機側裝甲已缺失

## 兩個分身
功臣號坦克除了北京軍事博物館裡的真身之外，在其他博物館也有，但都只是用其他九七式改寫上“功臣號”後的仿品，分別是：
- 平津戰役紀念館[1]
- 遼瀋戰役紀念館[2]

## 相关模型
- Fine Molds推出1/35比例，其中货号FM-26有“功臣号”的水贴。

## 继承
“功臣号”作为荣誉称号继承至今已有五代，第二、三代为59式坦克，第四代为ZTZ-99主战坦克，第五代则为99A式坦克。